# Кристиан Кабаселе
Кристиан Кабаселе (на френски: Christian Kabasele) е белгийски футболист от конгоански произход, нападател, преквалифициран в защитник, състезател на Удинезе.

## Кариера
Кабаселе започва кариерата си във втородивизионния белгийски клуб КАШ Ойпен. На 27 януари 2011 г., преминава в елитния белгийски КВ Мехелен като играе под наем до края на сезона . Прави дебют за Мехелен на 12 февруари 2011 г. в победата с 3-1 у дома срещу КВК Вестерло, влизайки резерва на мястото на белгиеца Йонатан Вилмет . Бележи първия си гол в лигата за Мехелен, при победата с 2-1 срещу Лирсе С. К. на 8 април 2011 г.

## Лудогорец
На 22 август 2011 г. Кабаселе се присъединява към Лудогорец, подписвайки тригодишен договор, като трансферната сума не е разкрита.
На 19 ноември 2011 г. открива головата си сметка за Лудогорец, отбелязвайки гол в последната минута за 2-0, при домакинската победа над Калиакра (Каварна) в мач от първенството на А ПФГ.

## Успехи
- Шампион на A ПФГ: 2011/12
- Купа на България: 2011/12
- Суперкупа на България: 2012